# 音樂死去的那一天
音樂死去的那一天（英語：The Day the Music Died）是1959年2月3日一次空難，來自美國創作歌手唐·麥克林的專輯《American Pie》的一首專輯同名歌曲“American Pie”裡重複寫到的一句歌詞，表示對三位音樂家——特別是巴迪·霍利——的不捨。飛機墜機事故罹難者有：飛行員羅傑·彼得森（Roger Peterson）、搖滾音樂家巴迪·霍利，里奇·瓦倫斯和大波普4人全部喪生。

## 過程
飛機起飛後，因為惡劣的天氣條件，加上飛行員操作失誤，飛行員羅傑·彼得森產生空間定向障礙，使得飛機失去控制。飛機公司老闆休伯特·德懷爾無法與飛機無線電聯繫，第二天早上報告當局飛機失踪。他駕駛塞斯納180起飛後，在愛荷華州明湖附近麥田發現飛機殘骸。